# أليس مزدري
الأليس المزدري (الاسم العلمي: Alyssum contemptum) هو نوع من النباتات يتبع جنس الأليس[ ؟ ] من الفصيلة الكرنبية.

## البيئة والانتشار
موطن هذا النوع بلاد الشام.